# Ванкасар
Ванкасар (арм.  Վանքասարի եկեղեցի ) — армянская церковь в Агдамском районе Азербайджана.
В 1986 году, во времена СССР, проводилась реставрация храма. Не сохранились хачкары храма, его армянские надписи и цветущий рельефный крест на тимпане западного входа.

## История
Церковь была построена на холме Ванкасар, на самой высокой точке города Тигранакерт.
По своей объемно-пространственной композиции она схожа с малыми церквями Талина, Карашамба и Айлабера и датируется серединой VII века.
В 1858 году, архиепископ Саркис Джалалянц так упоминает эту церковь:
«На вершине горы развалины обители, которая по преданию была епархиальным центром сей области».
В 1890 году церковь посетил архимандрит Хачик Дадян. Он же первым представил первый схематический план церкви и скопировал армянскую надпись на хачкаре, найденном неподалеку от церкви.
Макар Бархударянц в своей книге «Арцах», изданной в Баку в 1845 году, приводит легенды. Согласно одной из них, строительство церкви принадлежит князю Вачэ Второму: «Вачэ Второй построил крестообразную обитель, глава которой ныне полностью разрушена».

## Архитектура
Церковь построена из больших тесаных блоков местного известняка молочного цвета с использованием известкового раствора. Крестообразная в плане она относится к ранним армянским малым крестово-купольным, трехабсидным церквям.
Квадрат свода, составляющий основу композиции, взят в крест, западный рукав которого имеет прямоугольную форму, остальные — в виде полукруга, однако с внешней стороны имеющие вид прямоугольника. Длина церкви по оси восток-запад — 10, 5 м, а север-юг — 9, 15 м. Таким образом, западный рукав креста на 1,0 метров длиннее (9,7 x 8,7 м). Вход в церковь имеется в трех рукавах креста, кроме восточного, в каждом из них имеются и окна. Ширина всех входов одинакова (1,05 см). Среди аналогичных церквей, наличие входов в трех рукавах креста — характерная особенность Ванкасарской. Западный вход имел тимпан, украшенный резьбой в виде креста. Карнизы пилястров, поддерживающих свод, украшены резными эллипсовидными листочками. Все камни церкви носят знаки мастеров, значительная часть которых — армянские буквы, похожие на знаки с церкви VII в. в Сисиане.
Архитектурные особенности, отметки мастеров-каменщиков на камнях (идентичные отметкам на армянских в Сисаване, Иринде и др.), армянские надписи VII и последующих веков на стенах церкви, а также цветущий рельефный крест на тимпане западного входа свидетельствуют о том, что храм был построен в последней трети VII века коллективом мастеров из соседних армянских провинций (Айрарат или Сюник), с которым Арцах в то время поддерживал тесные культурные связи.

## Галерея

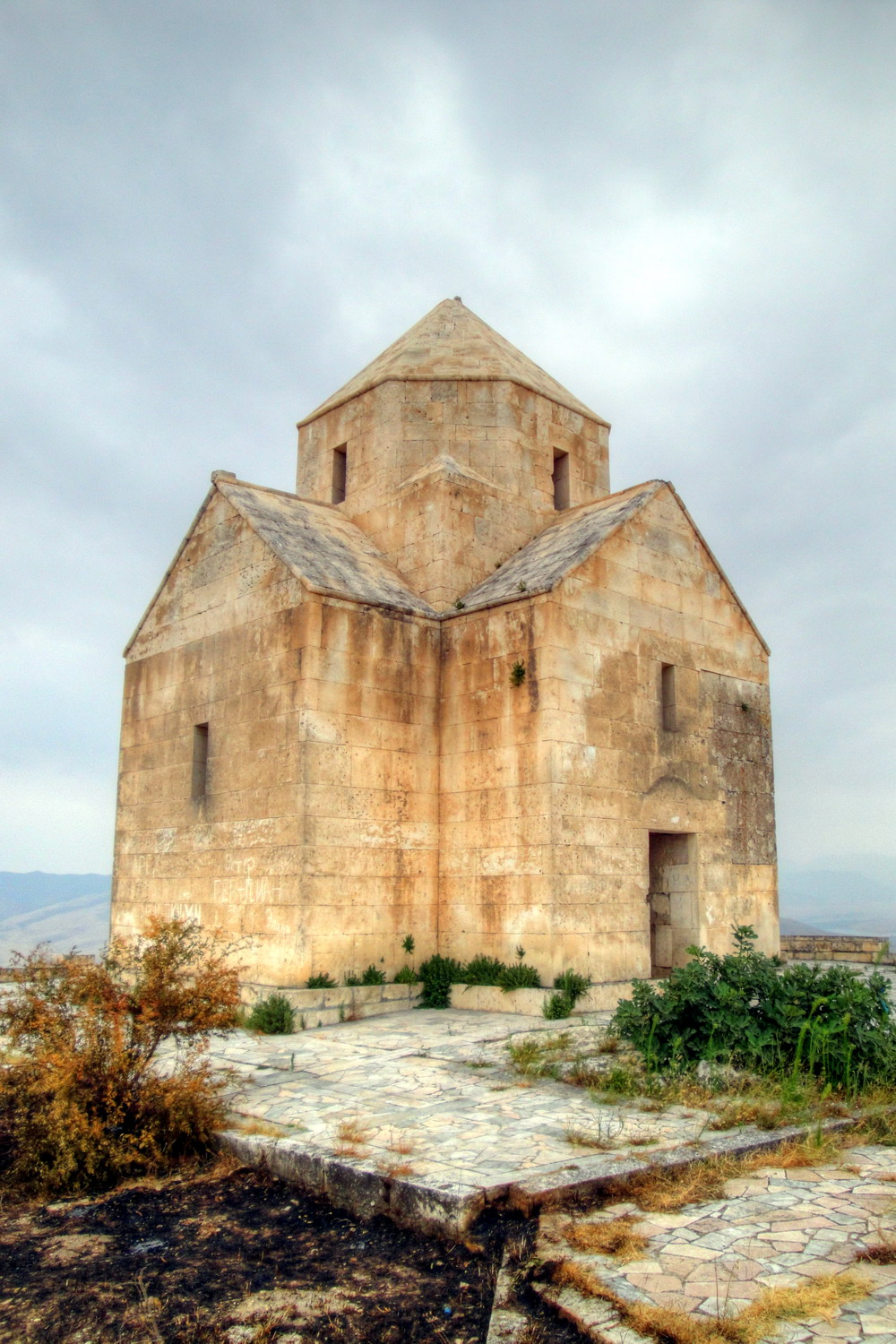
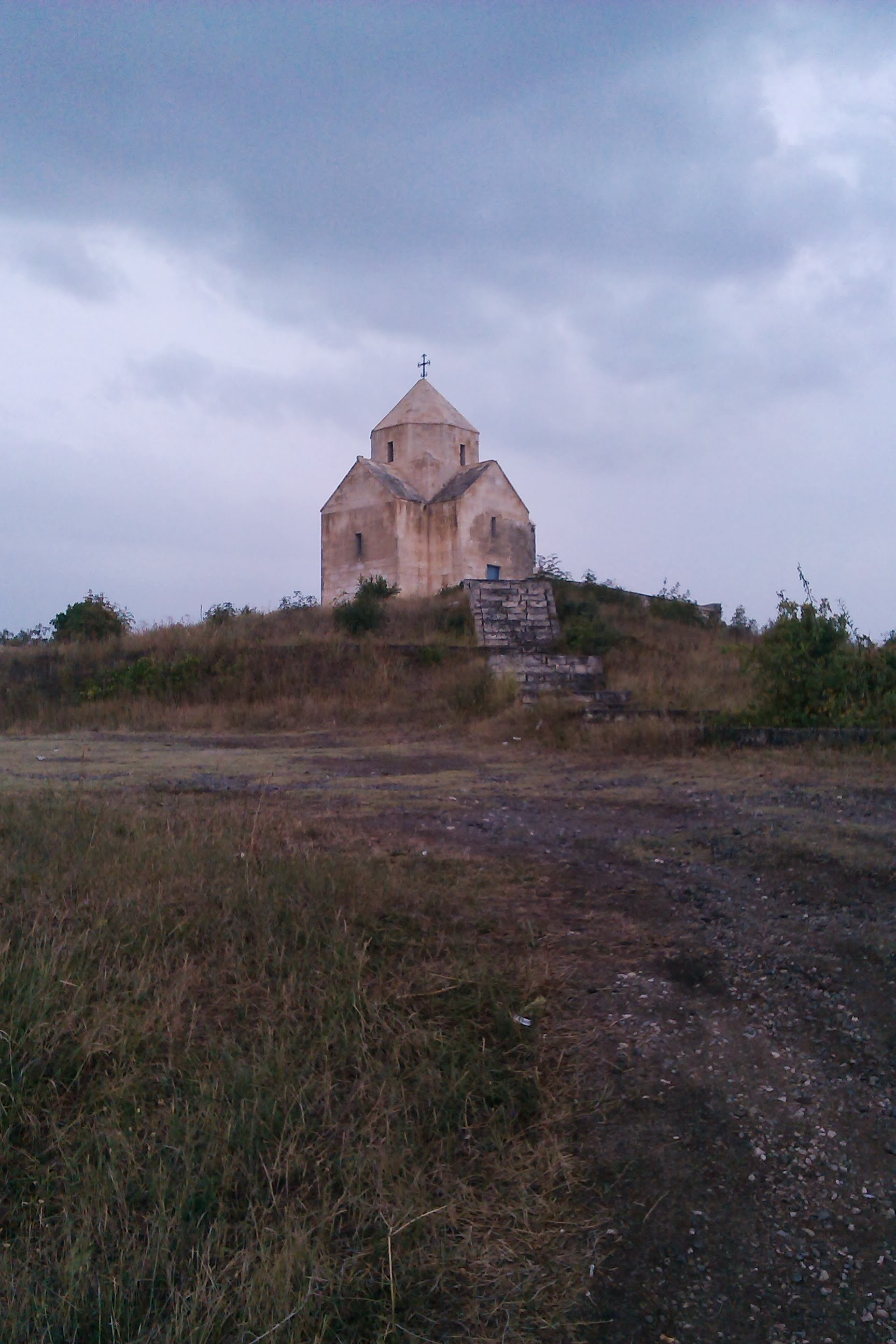
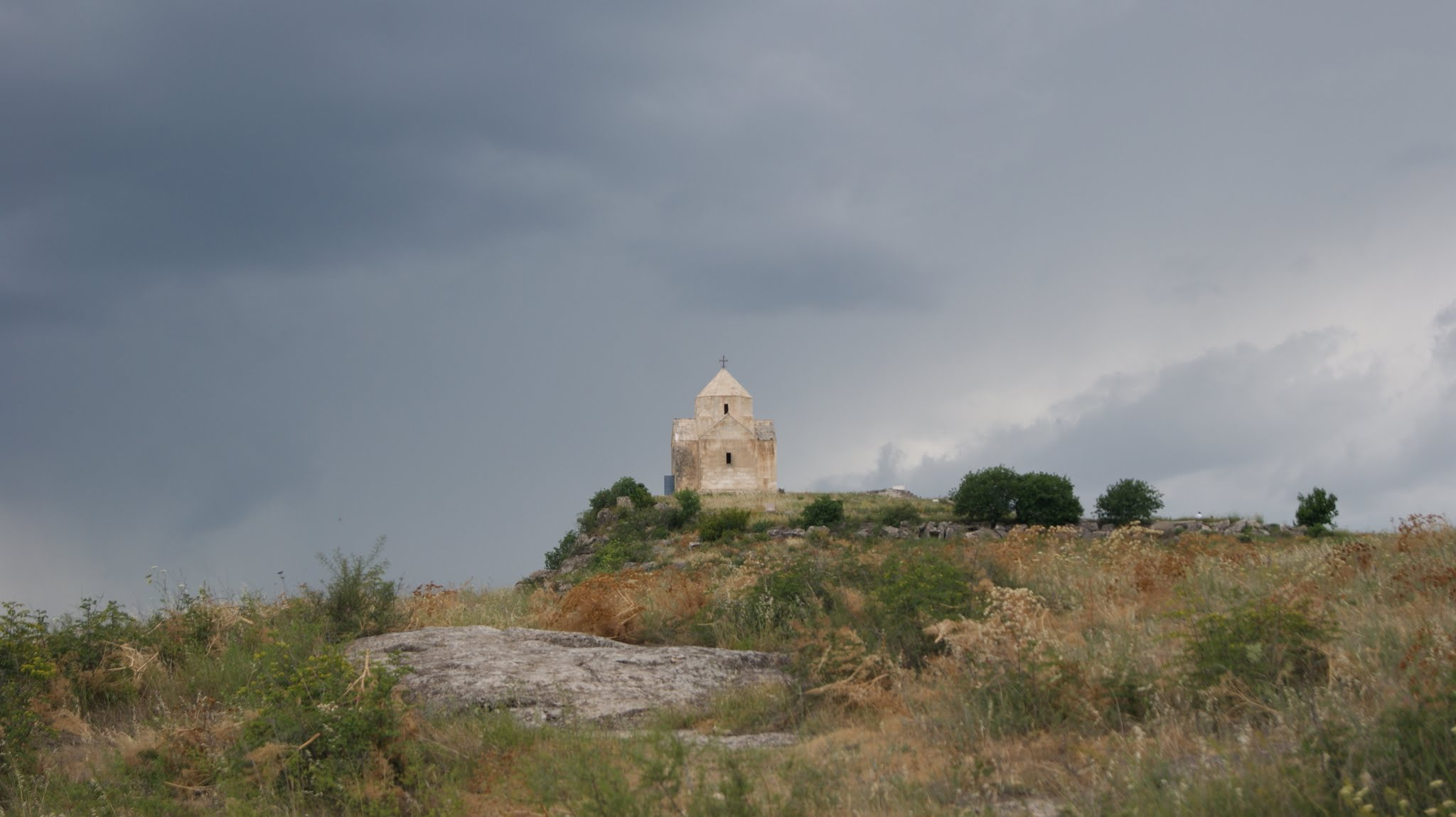
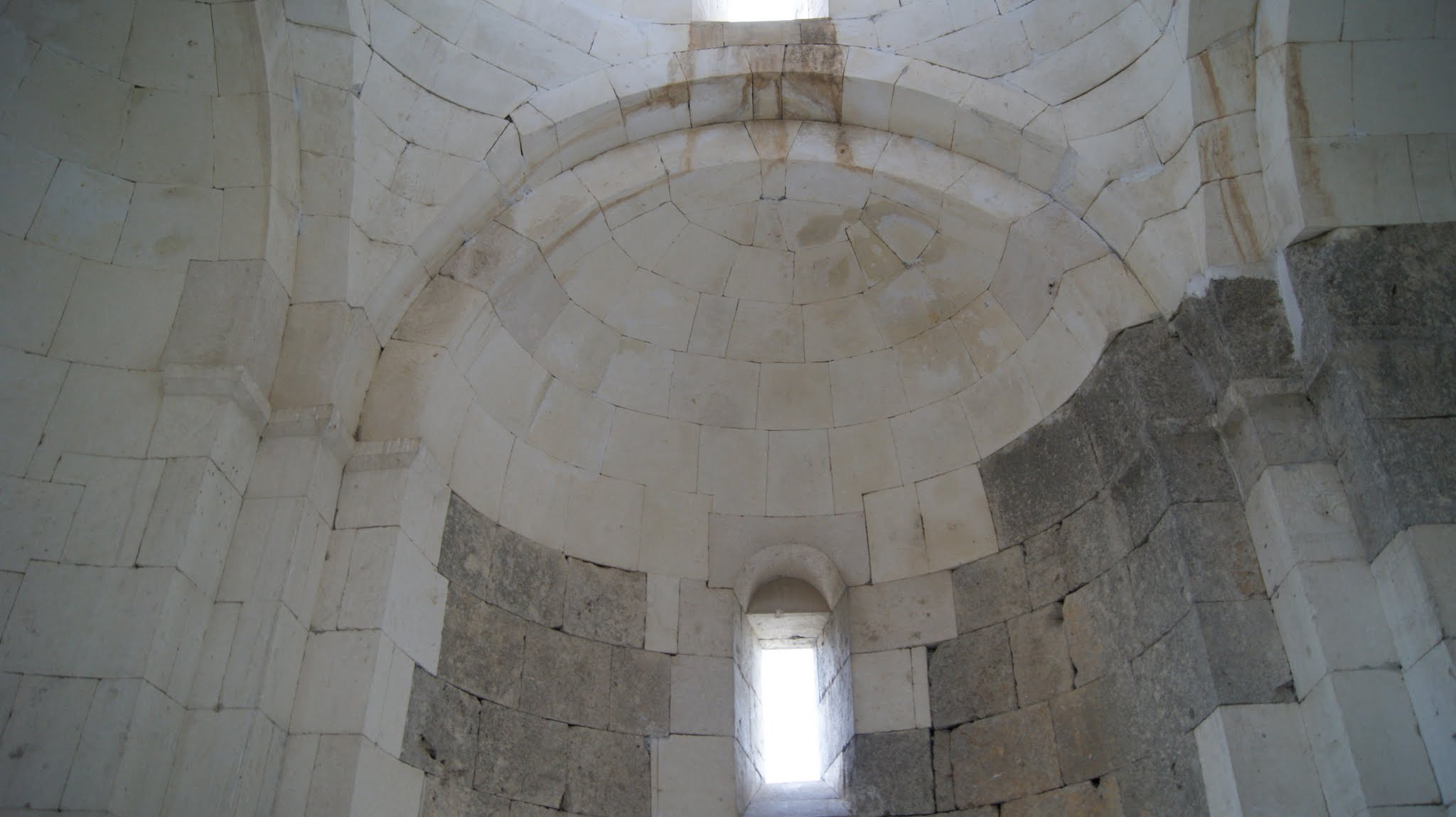